# Ekby församling
Ekby församling var en församling i Skara stift och i Mariestads kommun. Församlingen uppgick 2009 i Ullervads församling.

## Administrativ historik
Församlingen har medeltida ursprung. 
Församlingen utgjorde möjligen tidigt ett eget pastorat för att sedan till 1504 vara moderförsamling i pastoratet Ekby och Ek. Från 1504 till 1 maj 1924 var den moderförsamling i pastoratet Ekby och Utby och från 1 maj 1924 till 1962 annexförsamling i pastoratet Ullervad, Ek, Utby och Ekby. Från 1962 till 2009 var församlingen annexförsamling i pastoratet Ullervad, Ek, Ekby, Utby, Tidavad, Odensåker och Låstad. Församlingen uppgick 2009 i Ullervads församling.

## Kyrkor
- Ekby kyrka